# Moerarchis placomorpha
Moerarchis placomorpha är en fjärilsart som beskrevs av Edward Meyrick 1922. Moerarchis placomorpha ingår i släktet Moerarchis och familjen äkta malar. Inga underarter finns listade i Catalogue of Life.